# Тетеревников, Николай Кузьмич
Николай Кузьмич Тетеревников (1805—1874) — генерал-лейтенант русской императорской армии. Участник нескольких войн. Кавалер ордена Св. Георгия 4 степени.

## Биография
Родился 29 января (10 февраля) 1805 года, Воспитывался в 1-м кадетском корпусе, по выходе из которого 19 марта 1825 года был произведён в прапорщики Московского лейб-гвардии полка. В составе сводного гвардейского полка принимал участие в Персидской войне 1826—1827 гг., причём отличился при осаде крепости Аббас-Абад, где был ранен пулей в руку, и в сражении при Джеван-Булаке, за которое получил орден Св. Владимира 4-й степени с мечами и бантом; за проявленную в 1827 году доблесть при взятии Эривани 25 января 1828 года был награждён золотой полусаблей с надписью «за храбрость».
В 1828 году Тетеревников вернулся в Петербург. В 1829 году он в рядах сводного гвардейского полка находился в Подольской губернии и участия в происходившей в то время войне с Турцией не принимал. В 1831 году во время Польского восстания в составе Лейб-гвардии Московского полка находился при штурме Варшавских укреплений и обложении крепости Модлина. После подавления восстания Тетеревников в 1832 году в чине штабс-капитана был переведён в Генеральный штаб, где находился до 1843 года; служил сначала в Оренбургском корпусе, а затем в канцелярии генерал-квартирмейстера Главного штаба.
В 1843 году с производством в полковники, он был назначен начальником межевания казённых земель в Саратовской губернии с переводом в Корпус военных топографов, а в 1844 году снова определён в Генеральный штаб, с назначением в штаб действующей армии. В 1847 году он занял должность обер-квартирмейстера 4-го корпуса и в 1848 году был переведён на ту же должность во 2-й корпус.
Принимал деятельное участие в Венгерской кампании и за сражение при Дебрецене Высочайшим приказом от 21 июля 1849 года произведён в генерал-майоры. В 1851 году Тетеревников был назначен начальником штаба 3-го пехотного корпуса, в 1853 г. — командиром 2-й бригады 8-й пехотной дивизии и в конце 1854 года отправился с дивизией в действующую армию в Крым. Прибыв к Евпатории в начале февраля 1855 года, он принимал участие в рекогносцировках этого города, занятого союзными войсками, а 5 февраля участвовал в штурме Евпатории, командуя средней колонной наступательного отряда. В марте того же года Тетеревников был назначен начальником северных укреплений и береговых батарей в Севастополе. Здесь он пробыл пять месяцев и четыре дня, с 23 марта по 27 августа, а в сентябре был переведён на должность командира 8-й дивизии.
30 августа 1857 года произведён в генерал-лейтенанты. В 1860 году Н. К. Тетеревников был назначен командующим Башкирского войска. Начиная с 1862 года он последовательно командовал 23-й, 4-й резервной и 37-й пехотными дивизиями; в 1868 году был назначен председателем Одесского окружного военного суда, а в 1871 — членом Главного военного суда. Самарское дворянское депутатское собрание рассмотрев документы о дворянстве рода Тетеревниковых постановлением от 07.09.1870 г. определило: «Николая Кузьмича Тетеревникова внести во 2-ю часть Дворянской родословной книги и причислить к роду его сына Николая и внука Владимира»; постановление было утверждено Указом правительствующего сената от 08.10.1870 г. за № 9642.
Умер 17 февраля 1874 года в Варшаве, из списков исключён 4 марта.

## Награды
- Орден Святого Владимира 4-й степени с бантом (1827 год)
- Золотая полусабля с надписью «За храбрость» (25 января 1828 года)
- Орден Святой Анны 3-й степени с бантом (1831 год)
- Польский знак отличия за военное достоинство (Virtuti militari) 4-й степени (1831 год)
- Орден Святого Станислава 2-й степени (1834 год, императорская корона к этому ордену пожалована в 1843 году)
- Орден Святой Анны 2-й степени (1838 год, императорская корона к этому ордену пожалована в 1840 году)
- Орден Святого Георгия IV класса (4 декабря 1843 года, за беспорочную выслугу 25 лет в офицерских чинах, № 6950 по кавалерскому списку Григоровича — Степанова)
- Орден Святого Владимира 3-й степени (1849 год)
- Орден Святого Станислава 1-й степени (1852 год)
- Орден Святой Анны 1-й степени с мечами (1855 год, императорская корона к этому ордену пожалована в 1860 году)
- Орден Святого Владимира 2-й степени (1864 год)
- Орден Белого орла (1870 год)

- Австрийский орден Железной короны 2-й степени (1850 год)

## Семья
Жена — Надежда Васильевна, умерла 21 апреля (4 мая) 1902 года и была похоронена на Никольском кладбище Александро-Невской лавры. Их дети:
- Николай Николаевич (1832—1887). Его сын, также Николай Николаевич (1871—1947) — петербургский архитектор; внучки — переводчица Анна Тетеревникова и ботаник Дарья Тетеревникова-Бабаян.
- Александр Николаевич (1835—?).